# 109 (grans magatzems)
El 109 (イチマルキュー, Ichi Maru Kyū) són uns grans magatzems amb seu principal a Shibuya, Tòquio. Els grans magatzems són operats per l'empresa SHIBUYA 109 Entertainment Corporation, una subsidiària del Tōkyū Group. A més de les botigues amb el nom "Shibuya 109", propietat directa de Tōkyū, existeixen subsidiàries arreu del món que empren la denominació "109". Fundats l'any 1979, han esdevingut un símbol cultural i comercial de Tòquio i, en concret, de Shibuya.

## Història

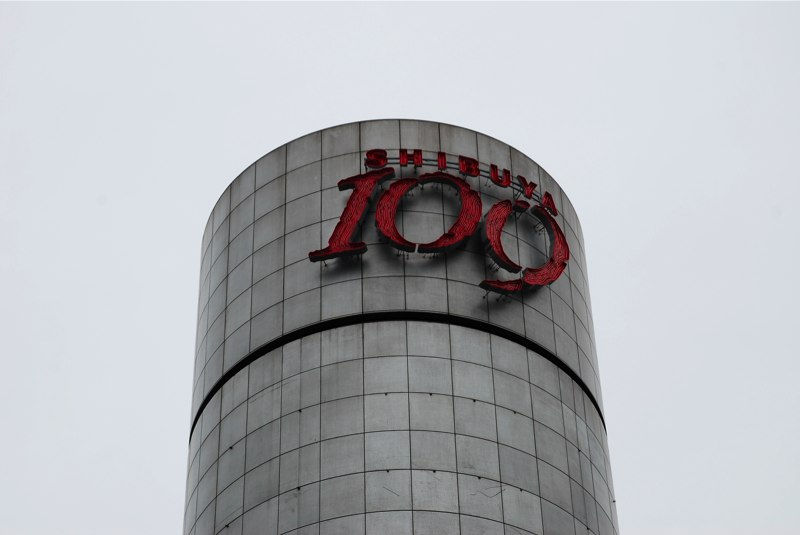
Antic logotip a la façana

Emoji del 109

L'edifici de la botiga principal de Shibuya, localitzat just davant de l'estació de Shibuya i junt al famós encreuament o scramble, fou inaugurat l'abril de 1979. Aquest fou el primer establiment de la marca i continua encara sent el principal i més conegut. L'arquitecte de l'edifici fou Minoru Takeyama i la Tōkyū, propietària, va definir l'establiment com una "comunitat de la moda", comprenent diverses botigues de roba enfocades en el públic femení de vora els 30 anys d'edat. Amb el 109, Tōkyū volia competir amb els Grans Magatzems Seibu, que tenien gran presència a la zona de Shibuya.
El nom de l'establiment, 109, prové d'un joc de paraules típicament japonés anomenat goroawase i deriva de la pronunciació del número 10 (tō) i 9 (kyū), resultant en "Tōkyū", el nom de l'empresa propietària. L'interior de l'edifici de la botiga principal a Shibuya està dissenyat per a que el client circul·le en cercle per cada planta des de l'ascensor per tal de vore totes les botigues. Inicialment es projectà un cinema situat en l'última planta de l'edifici, però el departament de bombers de Tòquio no donà mai el vist i plau degut a que les rutes d'evacuació en cas d'emergència no eren les apropiades. Tot i que inicialment l'establiment fou ideat per a les dones de la trentena, ràpidament es va fer popular entre les adolescents esdevenint un lloc de culte entre la subcultura Gyaru (Gal).
El 109 va tindre un emoji exclusiu ideat per SoftBank Mobile i emprat per iOS abans de l'estandardització Unicode d'emojis. Com a logotip d'una empresa, l'emoji no està inclòs a l'estandard unicode, però continua en actiu a Twitter a l'àrea d'ús privat de SoftBank.
Degut a la seua preeminent localització al centre de Shibuya, el 109 ha aparegut moltes vegades a la cultura pop japonesa com ara pel·lícules, anime, manga i video-jocs. No obstant això, com el 109 és una marca registrada, el número del logotip (109) sempre ix alterat o modificat.

## Establiments

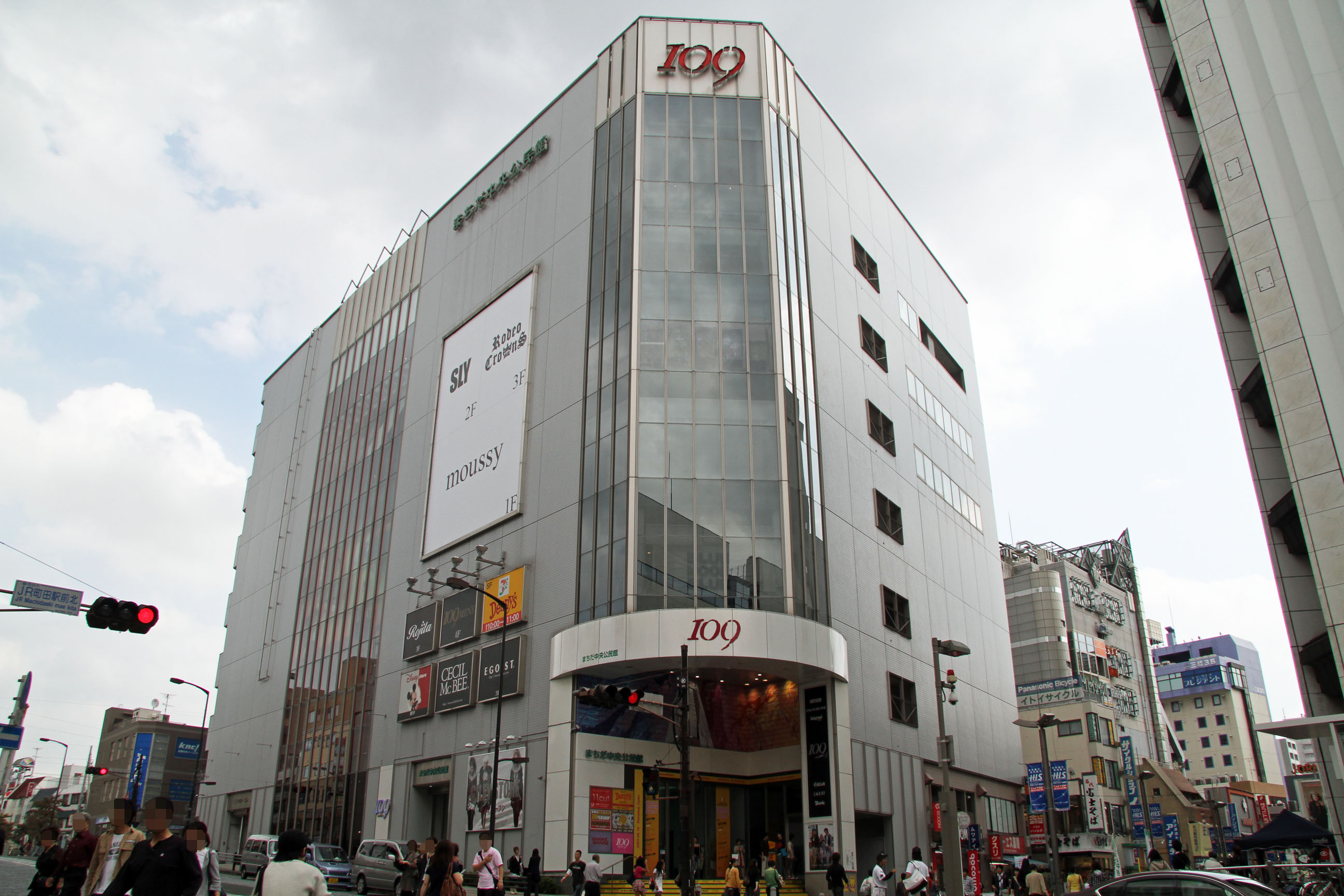
Botiga a Machida, Tòquio

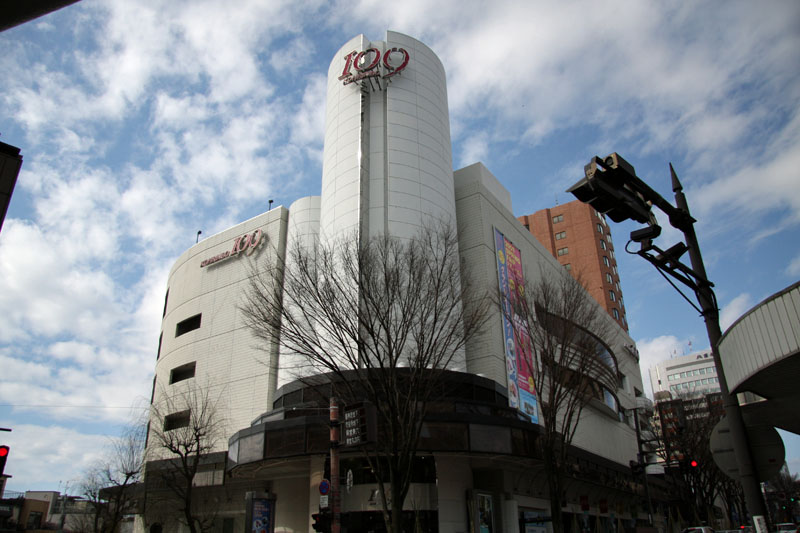
Kohrinbo 109 a Kanazawa

### Sucursals
- "Shibuya 109" (Shibuya, Tòquio): Inaugurada el 1979.
- "Shibuya109 Abeno" (Osaka, Osaka):
- "Shibuya109 Kagoshima" (Kagoshima, Kagoshima):
- "Shibuya109 Hong Kong" (Kowloon, Hong Kong):

### Subsidiàries
- "109Men's" (Shibuya, Tòquio): Inaugurada el 2008.
- "109Men's Tenjin Core" (Fukuoka, Fukuoka): Inaugurada el 2007.

### Tancades
- "Kohrinbo 109" (Kanazawa, Ishikawa): Inaugurada el 1985, tancada el 2016.
- "Toyama 109" (Toyama, Toyama): Inaugurada el 1986, tancada el 2000.
- "109Utsunomiya" (Utsunomiya, Tochigi): Inaugurat el 2001, tancat el 2005.
- "109 Machida" (Machida, Tòquio): Inaugurada el 2002, tancada el 2018.
- "Shizuoka 109" (Shizuoka, Shizuoka): Inaugurada el 2007 i tancada el 2007.
- "109Men's 4-chōme Plaza" (Sapporo, Hokkaidō): Inaugurada el 2008, tancada el 2018.
- "Minatomirai 109" (Yokohama, Kanagawa): Inaugurada el 2010. Tancada.